# René Bittinger
René Bittinger (nascido em 9 de outubro de 1954) é um ex-ciclista francês que participou dos Jogos Olímpicos de Verão de 1976 em Montreal, onde ele não conseguiu terminar a corrida em estrada individual. Venceu uma etapa no Tour de France 1979